# راب استرینگر
راب استرینگر (انگلیسی: Rob Stringer; ۱۹۶۲ (۶۲–۶۳ سال)) تهیه‌کننده موسیقی، مدیر اجرایی، کارآفرین و نیکوکار اهل بریتانیا است، که هم‌اکنون به‌عنوان مدیرعامل شرکت سونی میوزیک و عضو هیئت مدیره گروه سونی فعالیت می‌کند.